# Lennard Kämna
Lennard Kämna (ur. 9 września 1996 w Wedel) – niemiecki kolarz szosowy.

## Osiągnięcia
Opracowano na podstawie:

2014
- 2. miejsce w Tour of Istria
  - 1. miejsce na 2. etapie
- 2. miejsce w Trofeo Karlsberg
  - 1. miejsce na etapie 2b
- 1. miejsce w mistrzostwach Europy juniorów (jazda indywidualna na czas)
- 1. miejsce w mistrzostwach Niemiec juniorów (jazda indywidualna na czas)
- 1. miejsce w Grand Prix Rüebliland
  - 1. miejsce na 1. etapie
- 1. miejsce w mistrzostwach świata juniorów (jazda indywidualna na czas)

2015
- 1. miejsce w mistrzostwach Niemiec U23 (jazda indywidualna na czas)
- 1. miejsce na 4. etapie Giro Ciclistico della Valle d'Aosta Mont Blanc
- 3. miejsce w mistrzostwach świata U23 (jazda indywidualna na czas)

2016
- 1. miejsce w klasyfikacji młodzieżowej Circuit des Ardennes
- 1. miejsce w mistrzostwach Europy U23 (jazda indywidualna na czas)

2017
- 2. miejsce w Hammer Limburg (drużynowo)
  - 1. miejsce na 3. etapie
- 1. miejsce w mistrzostwach świata (jazda drużynowa na czas)
- 2. miejsce w mistrzostwach świata U23 (start wspólny)

2020
- 3. miejsce w Vuelta a Murcia
- 1. miejsce na 4. etapie Critérium du Dauphiné
- 1. miejsce na 16. etapie Tour de France

2021
- 1. miejsce na 5. etapie Volta Ciclista a Catalunya

2022
- 1. miejsce na 5. etapie Vuelta a Andalucía
- 1. miejsce na 3. etapie Tour of the Alps
- 1. miejsce na 4. etapie Giro d’Italia
- 1. miejsce w mistrzostwach Niemiec (jazda indywidualna na czas)

2023
- 1. miejsce na 3. etapie Tour of the Alps
- 9. miejsce w Giro d’Italia

## Rankingi
| Rok              | 2015 | 2016 | 2017 | 2018  | 2019 | 2020 | 2021 | 2022 | 2023 | 2024 |
| ---------------- | ---- | ---- | ---- | ----- | ---- | ---- | ---- | ---- | ---- | ---- |
| UCI World Tour   |      | -    | 373. | 411.  |      |      |      |      |      |      |
| World Ranking    |      | 613. | 333. | 1808. | 882. | 66.  | 838. | 189. | 64.  | 505. |
| UCI Europe Tour  | 454. | 689. | 560. | 1547. | 642. | 55.  | 644. | 156. | 52.  | -    |
| UCI Asia Tour    | -    | 136. | -    | -     |      |      |      |      |      |      |
| UCI America Tour | 172. | -    | -    | -     |      |      |      |      |      |      |
|                  |      |      |      |       |      |      |      |      |      |      |
| Źródło: UCI      |      |      |      |       |      |      |      |      |      |      |